# Trebejovské skaly
Trebejovské skaly este o arie protejată (arie specială de conservare — SAC, sit de importanță comunitară — SCI) din Slovacia întinsă pe o suprafață de 47,25 ha, integral pe uscat.

## Localizare
Centrul sitului Trebejovské skaly este situat la coordonatele 48°49′27″N 21°14′04″E / 48.82404°N 21.234345°E.

## Înființare
Situl Trebejovské skaly a fost declarat sit de importanță comunitară în septembrie 2015 pentru a proteja 2 specii de plante. Situl a fost protejat și ca arie specială de conservare în octombrie 2017.

## Biodiversitate
Situată în ecoregiunea alpină, aria protejată conține 6 habitate naturale: Păduri panonice cu Quercus pubescens, Păduri de fag Asperulo-Fagetum, Pante stâncoase calcaroase cu vegetație casmofită, Păduri de fag din Europa Centrală dezvoltate pe sol calcaros cu Cephalanthero-Fagion, Pajiști carstice calcaroase sau bazofile, de Alysso-Sedion albi, Pajiști panonice carstice (Stipo-Festucetalia pallentis).
La baza desemnării sitului se află mai multe specii protejate de  plante (2): Pulsatilla slavica, Pulsatilla subslavica.